# Momo Sakura
Momo Sakura (桜空もも, Sakura Momo), née le 3 décembre 1996 dans la préfecture d'Akita, est une actrice pornographique. Elle débute le 27 avril 2017 en tant qu'actrice affiliée à Idea Pocket.